# Antonio Rodríguez Ramírez
Antonio Rodríguez Ramírez (Lima, 1890 - 19 de febrero de 1939) fue un militar y político peruano. Fue ministro de Gobierno y Policía (1935-1939) y Segundo Vicepresidente de la República (1936-1939), durante el segundo gobierno del general Óscar R. Benavides. En las postrimerías de este gobierno protagonizó un intento de golpe de Estado, en el curso del cual murió ametrallado.

## Biografía
Era limeño, hijo de militar. Se distinguió desde la Escuela Militar, por su sentido del honor y del cumplimiento del deber. 
Cuando Luis Sánchez Cerro asumió su mandato constitucional el 8 de diciembre de 1931, Rodríguez, que por entonces era coronel, fue designado Jefe de la Casa Militar. Durante el atentado contra Sánchez Cerro en la iglesia de Miraflores, recibió un balazo en la pierna y quedó baldado de manera permanente, por lo que recibió el apodo de “el cojo Rodríguez”. Estuvo también en el coche presidencial durante el asesinato de Sánchez Cerro, el 30 de abril de 1933 y se le sindica como uno de los que dispararon contra el magnicida.
Cuando el general Benavides fue ungido como presidente por el Congreso Constituyente, Rodríguez se convirtió en su hombre de confianza. Fue ascendido a general. Por entonces se perseguía duramente a los apristas y comunistas. Rodríguez fue nombrado Ministro de Gobierno y Policía en 1935, y en tal calidad, mantuvo la política represiva. Cuando Benavides, con el visto bueno del Congreso, restituyó las vicepresidencias (abolidas desde 1920), Rodríguez fue designado 2.º vicepresidente de la República, por ser el ministro de Gobierno, mientras que la 1.º vicepresidencia la ocupó Ernesto Montagne Markholz, por ser el presidente del Consejo de Ministros.
Se dice que era masón y que creía en la astrología y el espiritismo. Enterado de ello, el líder aprista Víctor Raúl Haya de la Torre logró introducir en las sesiones de espiritismo a las que acudía Rodríguez a un médium aprista llamado Manuel Cenzano, para que lo trabajara mentalmente en beneficio del partido. Cenzano hizo creer a Rodríguez que invocaba al espíritu de Sánchez Cerro, cuya voz de ultratumba señalaba al ministro como el hombre indicado para acabar con la dictadura de Benavides y restablecer la democracia. Pero, para realizar tal propósito, la misma voz le advirtió que precisaba de la ayuda del Partido Aprista. Al parecer, Rodríguez quedó convencido de ser un predestinado y aunque le era duro pedir ayuda a aquellos a quienes había perseguido, venció toda vanidad y todo egoísmo e inició sus gestiones para entablar contacto con Haya de la Torre. En efecto, se produjo el encuentro entre ambos, en más de una oportunidad. El líder aprista estuvo desde abril de 1938 al corriente de los preparativos de golpe de Estado de Rodríguez, a quien prometió el respaldo del pueblo aprista una vez producido el movimiento. Sin embargo, como era su costumbre en este tipo de conjuras, Haya de la Torre actuaba con doblez.
Antonio Rodríguez planeó el golpe de Estado junto con el general Cirilo Ortega, jefe de unos grupos secesionistas de la Unión Revolucionaria, el partido sanchecerrista. Aparentemente, contaba con el apoyo de diversos sectores. La rebelión se produjo el 19 de febrero de 1939 (domingo de carnaval), mientras Benavides se hallaba de excursión en Pisco. Rodríguez ocupó Palacio de Gobierno y ante la tropa reunida en el patio se proclamó jefe interino de la República, anunciando una amnistía general, la convocatoria a una Asamblea Constituyente y elecciones libres. Pero un descuido en el plan resultaría fatal para Rodríguez. El jefe del Batallón de Asalto de la Guardia Civil del Perú, el mayor GC Luis Rizo Patrón Lembcke (apodado “el loco”, por algunos miembros de la Guardia Civil que conocieron su rigor), avanzó hacia Palacio y con una ráfaga de ametralladora abatió a Rodríguez. Junto con éste cayeron un alférez y un guardia. Los demás oficiales comprometidos con el golpe no atinaron a hacer nada y fueron detenidos.
La razón principal del fracaso de este golpe de Estado fue su improvisación, pues los rebeldes no lograron comprometer a muchas de las unidades fundamentales del Ejército la Marina & el CAP ni a jefes importantes. Tampoco hubo apoyo popular. El “pueblo aprista” no se hizo presente.
Enterado por vía cablegráfica de la intentona golpista, Benavides regresó de Pisco por vía terrestre y llegó a Lima seguido de una caravana de automóviles. Su régimen se había salvado esta vez, pero comprendió muy bien que era contraproducente mantenerse en el poder. Poco después convocó a elecciones generales.